# Presidente de Irlanda
El presidente de Irlanda (irlandés: Uachtarán na hÉireann) es el jefe de Estado de la República de Irlanda y Comandante Supremo de las Fuerzas de Defensa Irlandesas. El actual ocupante del cargo es Michael D. Higgins.

## Historia
Tras el Tratado anglo-irlandés de 1922, que puso fin a la Guerra de Independencia irlandesa, se constituyó el Estado Libre Irlandés como un dominio británico, cuyo jefe de Estado sería el monarca británico. Esta situación se mantuvo hasta el establecimiento de la Constitución de Irlanda de 1937, que creaba la República de Irlanda.  En 1949, después de algunos años de indefinición sobre su forma de gobierno, se aprobó el Acta de la República de Irlanda y el país formalmente dejó de tener al monarca del Reino Unido como jefe de Estado y se instauraba definitivamente el cargo de Presidente de Irlanda.

## Elección
El presidente será elegido por elección directa mediante  sufragio universal (alternative vote, en inglés).   y conforme al sistema de representación proporcional mediante el voto único mediante el sistema de segunda vuelta instantánea  (artículo 12, apartado 3.2).
Todos los candidatos deberán ser irlandeses, haber cumplido los 35 años y no ser miembro de Dáil Éireann o del Senado. Deberán presentarse las candidaturas a través de 20 miembros del Dáil Éireann o por Consejos de al menos 4 condados. En el caso de presidentes o expresidentes podrán presentarse por sí solos.

## Mandato
Su mandato es de siete años de duración, pudiendo ser reelegido una única vez. El presidente finalizará su mandato mediante renuncia, muerte o incapacidad física, en dichos casos, la elección del nuevo presidente deberá realizarse dentro de un periodo de 60 días después de dichos acontecimientos (artículo 12).
El presidente podrá ser destituido por anticonstitucionalidad previa moción por escrito de al menos 30 miembros del cualquiera de las Cámaras (artículo 12, apartado 10).
En caso de incapacidad temporal o permanente la presidencia será ejercida por una comisión compuesta  el presidente del Tribunal Supremo, el presidente del Dáil Éireann y el presidente del Senado (artículo 14)

## Funciones
Corresponde al presidente, según el artículo 13 de la Constitución, el nombramiento de Taoiseach tras su aprobación por la Dáil Eireann. También se debe al presidente el nombramiento del Tánaiste (vicepresidente) y demás ministros del gobierno a petición del Taoiseach. Así mismo, aceptará la dimisión de cualquier miembro del gobierno a petición del Taoiseach.
El presidente convocará y disolverá el Dáil Eireann a propuesta del Taoiseach, aunque el jefe del Estado podrá negarse si la propuesta es presentada por un primer ministro que haya perdido la confianza de la cámara.
Corresponde también al presidente podrá convocar una reunión de ambas cámaras (Dáil Eireann y Senado), el mando de las fuerzas armadas (Fuerzas de Defensa Irlandesas), la promulgación de las leyes a través de su firma, la facultad de indulto, conmutación o remisión de penas o dirigir mensajes a la nación, previa aprobación del Gobierno.

## Residencia oficial
Según el artículo 12, apartado 9 de la Constitución el presidente no puede abandonar el país sin consentimiento del gobierno. Así mismo, el apartado 11 de dicho artículo determina que el presidente debe residir en Dublín o alrededores, por ello la residencia oficial del presidente es el Áras an Uachtaráin en Dublín.

## Expresidentes vivos
- Mary Robinson (21 de mayo de 1944, 73 años) ejerció de 1990 a 1997
- Mary McAleese (27 de junio de 1951, 66 años) ejerció de 1997 a 2011

## Lista de los Presidentes de Irlanda[2]
| Presidente | Presidente                            | Cargos anteriores                          | Inicio                   | Fin                      | Nominado por | Nominado por               | Elecciones |
| ---------- | ------------------------------------- | ------------------------------------------ | ------------------------ | ------------------------ | ------------ | -------------------------- | ---------- |
|            | Comisión presidencial                 | -                                          | 29 de diciembre de 1937  | 25 de junio de 1938      |              | -                          | -          |
|            | Douglas Hyde (1860-1949)              | Senador (1925 y 1938)                      | 25 de junio de 1938      | 24 de junio de 1945      |              | Sin filiación              | 1938       |
|            | Seán T. O'Kelly (1882-1966)           | Tánaiste (1932-1945)                       | 25 de junio de 1945      | 24 de junio de 1959      |              | Fianna Fáil por él mismo   | 1945 1952  |
|            | Éamon de Valera (1882-1975)           | Taoiseach (1932-1948/1951-1954/1957-1959)  | 25 de junio de 1959      | 24 de junio de 1973      |              | Fianna Fáil                | 1959 1966  |
|            | Erskine Hamilton Childers (1905-1974) | Tánaiste (1969-1973)                       | 25 de junio de 1973      | 17 de noviembre de 1974  |              | Fianna Fáil                | 1973       |
|            | Comisión presidencial                 | -                                          | 17 de noviembre de 1974  | 18 de noviembre de 1974  |              | -                          | -          |
|            | Cearbhall Ó Dálaigh (1911-1978)       | Presidente de la Corte Suprema (1961-1973) | 18 de noviembre de 1974  | 22 de octubre de 1976    |              | Sin filiación              | 1974       |
|            | Comisión presidencial                 | -                                          | 22 de octubre de 1976    | 2 de diciembre de 1976   |              | -                          | -          |
|            | Patrick Hillery (1923-2008)           | Comisario europeo (1973-1976)              | 3 de diciembre de 1976   | 2 de diciembre de 1990   |              | Fianna Fáil                | 1976 1983  |
|            | Mary Robinson (1944-)                 | Senadora (1969-1989)                       | 3 de diciembre de 1990   | 12 de septiembre de 1997 |              | Partido Laborista WP Ind.  | 1990       |
|            | Comisión presidencial                 | -                                          | 12 de septiembre de 1997 | 10 de noviembre de 1997  |              | -                          | -          |
|            | Mary McAleese (1951-)                 | -                                          | 11 de noviembre de 1997  | 10 de noviembre de 2011  |              | Fianna Fáil por ella misma | 1997 2004  |
|            | Michael D. Higgins (1941-)            | Ministro de Asuntos Rurales (1993-1997)    | 11 de noviembre de 2011  | Presente                 |              | Partido Laborista          | 2011 2018  |